# Səlahət Ağayev
Səlahət Nüsrət oğlu Ağayev [salahat ágajev] (* 4. ledna 1991 nebo 4. listopadu 1991, Füzuli, Ázerbájdžánská SSR, SSSR) je ázerbájdžánský fotbalový brankář a reprezentant, který od roku 2016 působí v klubu Inter Baku.

## Klubová kariéra
- Inter Baku 2008–2015
- →  MOIK Baku (hostování) 2011
- →  Sumqayit FK (hostování) 2012–2013
- Sumqayit FK 2016[3]
- Inter Baku 2016–2017

## Reprezentační kariéra
Səlahət Ağayev má za sebou starty za mládežnické výběry Ázerbájdžánu v kategoriích od 17 let.
V A-mužstvu Ázerbájdžánu debutoval 2. 6. 2010 v přátelském utkání v rakouském Zell am See proti reprezentaci Hondurasu, které skončilo remízou 0:0.